# Megalobulimus parafragilior
Megalobulimus parafragilior е вид коремоного от семейство Strophocheilidae. Видът е застрашен от изчезване.

## Разпространение
Разпространен е в Бразилия.